# Monopolio público
En economía, un monopolio público o monopolio estatal es una forma de monopolio coercitivo en el cual una agencia estatal o una empresa pública es el único proveedor de un bien o servicio particular. Es un tipo de monopolio artificial creado por el Estado.
La reglamentación estatal prohíbe toda competencia por parte de agentes económicos distintos al Estado. Este monopolio puede ser justificado por razones estratégicas en ciertos casos particulares de monopolio natural; por ejemplo, la provisión de agua potable. Se diferencia de un estanco, pues en este el Estado no es el proveedor, sino que otorga el monopolio a un individuo o a una compañía privada a cambio de un ingreso al fisco.

## Ejemplos
En muchos países, el sistema postal es dirigido por el Estado y la competencia es prohibida por ley en algunos o todos los servicios. En los países escandinavos, algunos bienes considerados perjudiciales son distribuidos por medio de un monopolio estatal. En particular, en Finlandia, Islandia, Noruega y Suecia, empresas públicas poseen monopolios para la venta de bebidas alcohólicas, casinos y otras instituciones para apuestas también pueden ser monopolizadas.
Asimismo, los sistema de seguridad social, donde el gobierno controla la industria y prohíbe específicamente la competencia, como en Canadá, son monopolios estatales.